# Дилатон
Дилатон — у фізиці елементарних частинок — гіпотетична елементарна частинка, що виникає у багатовимірних теоріях поля, у яких об'єм компактифікованих вимірів змінюється. Вперше дилатон був введений у теорії компактифікації додаткових вимірів Калуци-Клейна. Це частинка скалярного поля Ф, що супроводжує гравітаційне. Дана фізична величина відповідає константі Ньютона або планківській масі у загальній теорії відносності. Дилатон є результатом узагальнення цієї константи на випадок динамічного поля.
У теоріях Калуци-Клейна після зведення розмірностей ефективна маса Планка змінюється як деякий показник об'єму компактифікованого простору. Хоча теорія струн природно включає теорію Калуци-Клейна, пертурбативні теорії струн, такі як теорія струн типу І, типу ІІ і гетеротична теорія струн, вже містять дилатон у просторі найбільшої розмірності — 10-вимірному. Однак з іншого боку М-теорія у 11 вимірах не включає дилатон до спектру частинок, якщо просторові виміри не компактифіковані. Насправді дилатон у теорії струн типу ІІА є радіоном М-теорії, що компактифікований на коло, тоді як дилатон у теорії струн Е8хЕ8 є радіоном моделі Горави-Віттена.
Також у теорії струн є дилатон на світовій поверхні конформної теорії поля. Експонента від його вакуумного очікуваного визначає константу зв'язку g. Відповідно до теореми Гаусса-Бонне для компактних світових поверхонь виконується співвідношення ∫R = 2πχ з характеристикою Ейлера χ = 2 − 2g. Тут g є генус-параметром, що визначає кількість топологічних ручок, а отже і кількість петель у струнних взаємодіях на даній світовій поверхні.
```
g = exp ⁡ ( < 

  

    

      

        
ϕ

      

    

    
{\displaystyle \phi }

  

 > )
```

Таким чином у теорії струн константа взаємодії є динамічною змінною на відміну від квантової теорії поля, де вона є справжньою константою. Допоки суперсиметрія не порушена, дилатонні скалярні поля мають фіксовані значення (вони є полями типу модулів). Однак порушення суперсиметрії зазвичай надає потенціальну енергію скалярним полям і тому вони локалізуються поблизу деякого мінімуму, положення якого в принципі може бути обчислене у теорії струн.
Дилатон діє як скаляр Бранса-Дікке, так що ефективний планківський масштаб залежить і від струнного масштабу і від дилатонного поля.
У теорії суперсиметрії суперпартнер дилатона називається дилатіно. У цій теорії дилатон комбінується з аксіоном і формує комплексне скалярне поле.